# Herb Rakvere

Herb Rakvere przedstawia koronę złotą, pod nią zaś sześcioramienną gwiazdę tej samej barwy. Umieszczone są one pośrodku tarczy dzielonej w słup, koloru błękitnego po prawej (heraldycznie) stronie i czerwonego po stronie lewej.
Przyjęte zostało w obecnej postaci 24 kwietnia 1994 roku.